# In the Middle of Nowhere
In the Middle of Nowhere è il quarto album in studio del gruppo musicale tedesco Modern Talking, pubblicato nel 1986.

## Tracce
1. Geronimo's Cadillac – 3:18
2. Riding on a White Swan – 3:55
3. Give Me Peace on Earth – 4:14
4. Sweet Little Sheila – 3:07
5. Ten Thousand Lonely Drums – 3:33
6. Lonely Tears in Chinatown – 3:32
7. In Shaire – 3:45
8. Stranded in the Middle of Nowhere – 4:33
9. The Angels Sing in New York City – 3:35
10. Princess of the Night – 3:56